# パトリック・レイノルズ
パトリック・クリーブランド・レイノルズ（Patrick Cleveland Reynolds、1948年12月2日 - ）は、アメリカ合衆国の元俳優であり、たばこ規制活動家である。
大手たばこメーカーR・J・レイノルズ・タバコを創業したR・J・レイノルズの孫である。レイノルズは、実家の家業が、父R・J・レイノルズ・ジュニアや異母兄のR・J・レイノルズ3世を含む数百万人もの人を殺したと語っている。レイノルズは、喫煙の危険性についての講演を頻繁に行い、反たばこ運動のための非営利団体を設立した。

## 生涯
フロリダ州マイアミビーチで1948年12月2日に生まれた。父はR・J・レイノルズの長男のR・J・レイノルズ・ジュニア、母はその2番目の妻のマリアン・オブライエン(Marianne O'Brien)である。母はジャック・L・ワーナーと契約して1944年の映画『君を想いて』(The Very Thought of You)などに出演した女優だった。両親はパトリックが3歳のときに離婚し、パトリックは母親に引き取られ、9歳になるまで父親と会うことはなかった。1964年、パトリックが16歳のときに、父が58歳で肺気腫により亡くなった。父は遺言で、遺産は全て4番目かつ最後の妻に譲り、子供たち（パトリックと同母弟、および4人の異母兄）には相続させないと宣言した。父の最後の妻から、遺言の内容に対して異議申立をしないという条件で50万ドルを受け取った。その後、21歳のときに祖父の遺産から250万ドルを相続した。
ホッチキス・スクールを卒業後、カリフォルニア大学、南カリフォルニア大学で映画製作を学んだ。1975年、同棲していた恋人で、ロバート・アルトマン監督の映画『ナッシュビル』の撮影中だった女優のシェリー・デュヴァルに誘われて撮影現場に行った。そこでデュヴァルは監督にレイノルズを紹介し、レイノルズはセリフのない端役で映画に初出演した。それから俳優を志すようになり、映画監督のミルトン・カトセラスが主宰するロサンゼルスの演劇学校で演技を学んだ。このときの同級生には、ミシェル・ファイファーやパトリック・スウェイジらがいた。1982年、ボイストレーナーの勧めでポップスを3曲レコーディングしたが、リリースされなかった。
1983年7月に西ドイツのオフターシュヴァングでレギーネ・ヴァール(Regine Wahl)と結婚し、それを期に俳優を辞めて、妻の父親が経営する国際的なバス会社、ヴァール・ゾーネで働いた。1985年、『エリミネーターズ』の主役をオファーされたことで、俳優に復帰した 。同年4月にレギーネと離婚し、また、同じ年の7月に母親が死去した。
1986年、初めて公の場でたばこ産業に関する発言をした。
2007年6月にアレクサンドラ・オリンピオス(Alexandra Olympios)と結婚し、2009年10月にアレクサンドラとの間に男の子が生まれた。現在は一家でロサンゼルスに住んでいる。

## たばこ規制活動

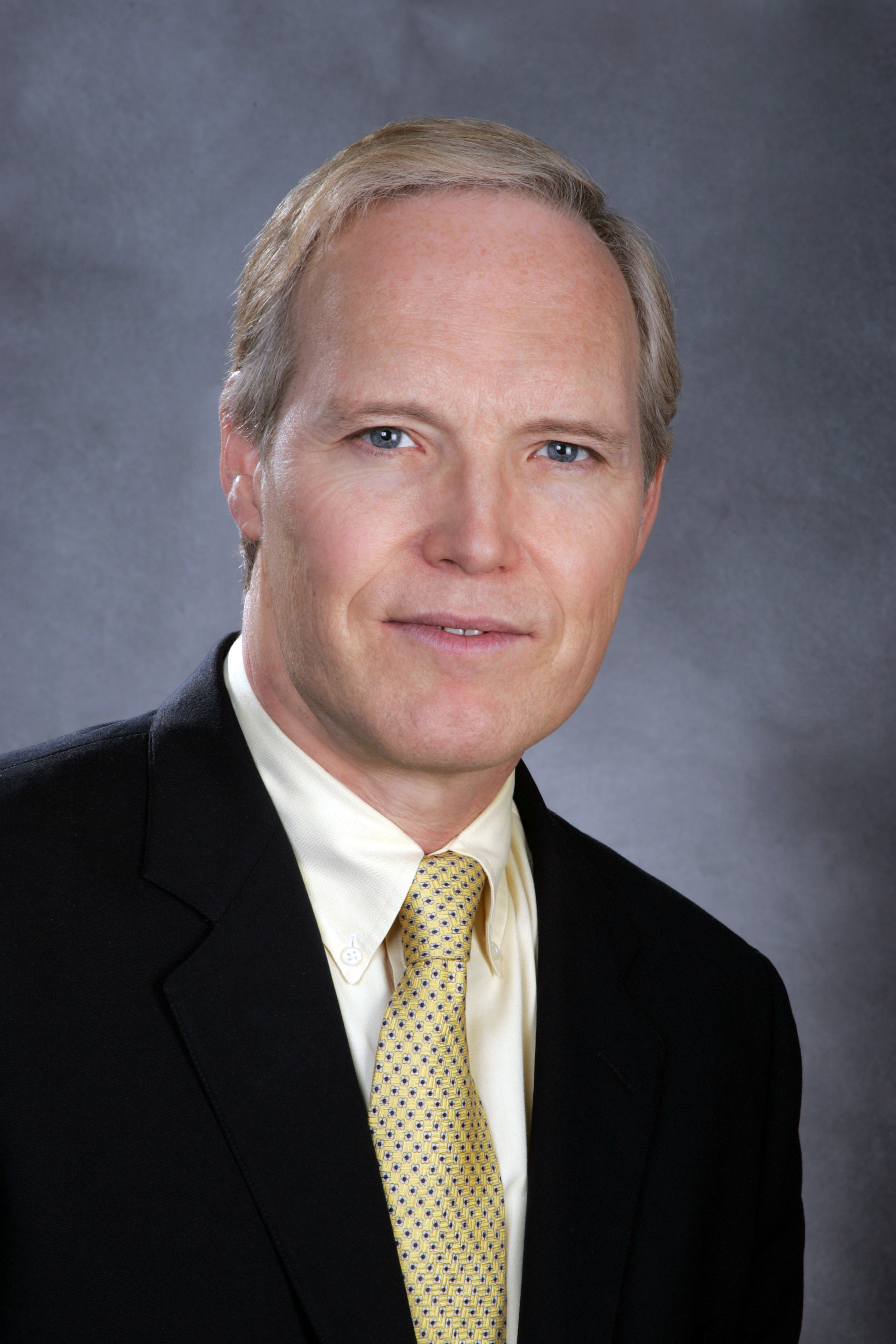
パトリック・レイノルズ（2006年）

レイノルズはたばこ規制活動を行っており、たばこが家業のレイノルズ家の中では異色の存在となっている。
1979年に保有していたR・J・レイノルズ・タバコ(RJR)の株を売却し、1983年から1985年にかけて役員を務めていたRJRナビスコにおいても、RJRの株の売却を試みた。自身も20歳のときから喫煙していたが、10年間の努力により1985年に禁煙に成功している。
1986年4月、レイノルズは友人と共にボブ・パックウッド上院議員と会談した。その中でたばこ税の引き下げの話題となり、レイノルズは憤慨して立ち上がり、「なぜアメリカのたばこ税はこんなに低いのか」とパックウッドを詰問した。同年6月には、禁煙推進団体であるアメリカ肺協会の広告に出演し、パックウッド上院議員の招聘により連邦議会の小委員会で証言を行った。
1989年にアメリカ禁煙財団(The Foundation for a Smokefree America)（2020年にタバコフリー・アース(Tobaccofree Earth)に改称）を設立した。同年、トム・シャットマンとの共著による、レイノルズ家3代のたばこビジネスの歴史に関する著書"The Gilded Leaf"（金ピカの葉っぱ）を出版した。この本の執筆や調査は、1980年から行っていた。2007年、たばこ規制に関するレイノルズの講演を収めたDVD"The Truth About Tobacco"（たばこの真実）が発売された。
元公衆衛生総局長官のC・エヴェレット・クープは、レイノルズのことを「アメリカの禁煙運動の最も影響力のある提唱者の一人」と評している。
レイノルズは、成人に向けたたばこ規制に関する講演を行うほか、未成年者に対するたばこを吸わないようにするための講演も行っている。2009年にはギリシャ政府のたばこ規制政策に助言し、2011年にはたばこ規制に関する講演を行う世界ツアーのスポンサーを募っていた。
2011年、たばこ規制活動を行うことについての一族からの視線は、多少は緩和されたと述べた。「1986年以降、（RJRの）株価は上がり続けています。そして、厄介者である私は、世界保健機関から表彰を受けたことで、レイノルズ家に栄誉をもたらしました。」

## 主な出演作品
- シビル・ウォーズ Civil Wars
- サンタ・バーバラ Santa Barbara
- アーノルド・シュワルツェネッガーの鋼鉄の男 Pumping Iron
- オール・マイ・チルドレン All My Children
- エリミネーターズ（英語版） Eliminators（1986年）[5]
- バーニスボブス彼女の髪（英語版） Bernice Bobs Her Hair - F・スコット・フィッツジェラルドの同名の短編小説のドラマ化
- エミリーに薔薇を（英語版） A Rose for Emily - ウィリアム・フォークナーの同名の短編小説のドラマ化
- オリビア・ニュートン＝ジョン『フィジカル』のミュージックビデオ